# Прилог (врста речи)
Прилози или адверби су непроменљиве речи које обично стоје уз глаголе одређујући глаголску радњу по месту, времену, начину, узроку или количини. Могу стајати и уз придеве (веома леп, сувише досадан), друге прилоге (врло радо, веома успешно) и именице (много деце, мало соли).
Прилози су непроменљиве речи које одређују глаголску радњу по: времену, месту, начину, количини или узроку. У реченици имају службу прилошких (глаголских) одредби. Прилози могу вршити компарацију. То су најчешће прилози за начин који имају исти облик као и придеви средњег рода. Примери: Лепо (придев) дете лепо (прилог) пева.
Порекло прилога
Према српској граматичкој традицији прилози се, по постанку, деле на праве и неправе. Прави су неизведени где, пре, већ, још, а највећи број је оних који су неправе прилошке речи тј. како Александар Белић каже: " такве које се по функцији одвајају од осталих речи, али се по значењу и облику налазе са њима у вези".( О језичкој природи, књига I. стр. 61.). Неправи прилози могу потицати од различитих врста речи:
1)	Од именица – најчешће прилози за време: зими, лети, дању, ноћу, зимус, летос, вечерас, синоћ, сутра; неки прилози за начин: крадом, кришом, силом, трком...
2)	Од придева – најчешће за начин: брзо, лепо, лудо, глупо, мирно, нагло, храбро...(готово од сваког описног придева се може направити одговарајући прилог); придевског су порекла и прилози: братски, јуначки, пасији...
3)	Заменичким основама су мотивисани прилози за место – овде, овамо, ту, тамо, онде, онамо, онуда; за време: тада, онда; за количину: оволико, толико, онолико, колико; за начин: овако, тако, онако... Ови прилози се називају заменичким.
4)	Од бројева – прилози за време и начин: једном, једанпут, двапут, једноструко, двоструко, вишеструко...
5)	Од глаголских основа– за начин: ћутке, лежећке...
6)	Могу бити изведени од других прилога: натраг – натрашке, наопако –наопачке.
Постоје и сложени прилози који се често граде од предлога и прилога, нпр. Отуда, одозго, надесно, надоле, прексиноћ, прекосутра, уназад, попреко ….

## Прилози за место, време и начин
- Овде, онде, напред, позади, близу, далеко, овамо, тамо, лево, десно, горе, доле (за место).
- Одмах, данас, јуче, сутра, некада, никада, летос, ујутру, већ, тек, лане (време).
- Споро, лако, брзо, лепо, овако, сложно (за начин)

## Прилози за количину и узрок
- Мало, много, доста, пуно, још, онолико, толико (за количину).
- Зато, стога, због (за узрок).

## Компарација прилога
Код прилога посебне облике за исказивање већег степена или количине, или јачине, разлике у времену и простору и сл. Могу имати прилози за начин или количину, као и неки прилози за место и време. Они, дакле, поред основног облика, позитива, могу имати и облик компаратива или суперлатива, што значи да се могу поредити, нпр:
1)	Прилози за начин – лепо, лепше, најлепше; слабо, слабије, најслабије; добро, боље, најбоље.
2)	Прилози за количину – мало, мање, најмање; много, више, највише.
3)	Прилози за место – далеко, даље, најдаље; близу, ближе, најближе; високо, више, највише; ниско, ниже, најниже.
4)	Прилози за време – рано, раније, најраније; касно, касније, најкасније.
Компаратив и суперлатив прилога имају исти облик као и придеви средњег рода што се и види из наведених примера. Видимо, такође, да многи прилози граде, као и придеви, облике компаратива од суперлативне основе. Обличка сличност између придева и прилога у средњем роду ствара понекад тешкоће у њиховом идентификовању у реченици. Због тога је важно утврдити њихову функцију у реченици: атрибутска функција указује на придев, прилошка на прилог.
пр.: Лéпо дете лȇпо пева. Где је лéпо придев, а лȇпо прилог.
Додатну невољу причињава чињеница да неки месни и временски прилози имају исте облике као и предлози, нпр. Близу, ниже, више, пре, после. Разлика је у томе што прилог стоји уз глагол и одређује место или време вршења радње, а предлог стоји испред именице и указује на однос према другим речима у речници.

## Прилози: променљиве или непроменљиве речи
У граматикама се може наћи и једно и друго, па то збуњује оне који у њима траже одговор. Томо Маретић у својој Великој граматици нема посебне поделе врста речи на променљиве и непроменљиве, али када говори о прилозима каже: " Како су прилози речи непроменљиве, они се не склањају, већ остају свагда у једином својем облику, што га имају.(Граматика и стилистика хрватског или српског књижевног језика, Загреб, 1931. године, 449. страна). У школској граматици говори о подели речи и каже да су прилози непроменљива врста речи.
Говорећи о врстама речи, аутори имају ову поделу:
1)	Променљиве речи: именице, придеви, заменице, бројеви и глаголи.
2)	Непроменљиве речи: прилози, предлози, везници, узвици и речце/партикуле.
И. Брабец, М. Храсте, С. Живковић, Граматика хрватско-српског језика, Загреб, 1963. године pp. 35.
Када посебно говоре о прилозима, тада их имају у поглављу Непроменљиве речи, али у тачки 5. Кажу: Начински прилози на -о и -е имају поређење као и придеви од којих су постали, нпр. Пева лепо; пева лепше; пева најлепше. (pp. 153.)
Тај несклад биће пре због тога што су се аутори повели за Маретићем, а не зато што је део о врстама речи написао С. Живковић, а део о прилозима С. Брабец.
У граматици Тежак - Бабић, С. Тежак каже:" Не сматрају се променљивим речима неки предлози ( -с, -са, -к, -ка) и прилози (сад - сада, тад - тада) који се могу употребљавати с навеском и без њега, али ту промену не изазива промењен однос према другим речима. У истој ситуацији може се употребити сад и сада.
Нпр. Сад идем. Сада идем. (pp. 77.), Преглед граматике хрватског књижевног језика, 1973. стр,77, 129 и 131.
Славко Павешић, један од аутора Приручне граматике каже:"С обзиром на значење, речи се деле на две групе:
1.	Речи које именују какав појам спољашњег или унутрашњег света. То су аутосемантичке, пунозначне, лексичке речи.
2.	Речи које изричу односе између онога што значе речи првога скупа. То су синсемантичке, помоћне, одношајне, граматичке речи.
Каже:" Пунозначне речи су променљиве или делимично променљиве. Има их шест врста: именице, придеви, бројеви, заменице, прилози и глаголи. Е. Барић и аутори, Приручна граматика хрватског књижевног језика, Загреб, (1979). стр. 65.
У поглављу Поређење прилога каже:" Прилози који изричу начин или количину, а и неки од њих који значе место и време, могу у употреби изрицати мању или већу количину, јачину, разлику у времену и простору.
Нпр. Дошао си брзо, брже него што сам се надао.(pp. 139.)
Све би било јасно, да после тога не стоји напомена:" Такви се прилози могу сматрати сваки посебном речју, а могу се, како се понекад ради у реченицама сматрати облицима исте речи". Ово делује збуњујуће за сваког ко жели доћи до јасног сазнања да ли су прилози променљиве или непроменљиве речи.
Барић сматра да ступњевање уопште није морфолошка категорија, него творбена. Дакле, када бисмо прилозима признали ступњевање, онда они не би били променљиве речи, јер ступњевањем добијамо нову реч, а не други облик исте речи. Код традиционалног схватања ступњевање је морфолошка категорија, али и тада имамо две могућности, према гледишту. Ако узмемо да имамо ступњевање онда су прилози променљиве речи, ако кажемо да нема ступњевања него се ликови драже, најдраже, брже творе од суфикса -е од компаратива и суперлатива придева дражи, најдражи, бржи, а такође можемо рећи и да је прилог брзо настао од придева брз, онда има једно једноставно правило - прилози се творе од од придева суфиксима -о и -е без обзира била основна реч у позитиву, компаративу или суперлативу, онда је сваки од тих прилога посебна реч, немамо ступњевање прилога и тада су прилози несумњиво непроменљиве речи.
Имамо дакле две истине, али ваља знати да је свака од њих истина, јер свака зависи од гледишта које заузмемо. Да би све било јасније, ваља рећи да се ту не ради о истинама, већ о интерпретацијама језичких чињеница, а као што смо видели две су могуће.
Имамо критеријум за вредновање граматичких интерпретација. Боље су оне које имају мање јединица и једноставнија правила. Кад то применимо на неки проблем, онда је одговор јасан и једнозначан. Ако кажемо да прилози имају ступњевање, онда морамо дати и правила за то ступњевање, а та правила нису једноставна, ако кажемо да се прилози творе од придева, онда нема више проблема са ступњевањем, дакле правила су једноставнија. Закључак је дакле јасан:" С гледишта економичности граматичког описа граматике треба писати тако да се каже да се прилози творе од придева, да немају ступњевања и да су према томе потпуно непроменљиве речи.

## О прилозима у српско-хрватској лингвистичкој науци
Ако пођемо од познате чињенице да се речи деле на пунозначне и непунозначне долазимо до закључка да су прилози једина врста која се изразито дели између ова два типа утолико се споменутој подели прида општи значај без детаљисања . О томе се у литератури говори као о недостатку у класификацији, истом таквом као што је и одвајање прилога (мирно) од придева (миран). Наглашавамо да се прилози изразито деле између та два готово диспарантна типа, пошто се иста појава, далеко мање изражена, може запазити и код неких глагола, а на особен начин и код заменица и бројева.
Прилози могу модификовати друге врсте речи, као и своју врсту, или их истицати, а могу модификовати или истицати целе реченице. Модификујући једну врсту нпр. глаголе, они могу модификовати према екстерним моментима ( ујутро одлазим) или према интерним (журно одлазим). Неки прилози кад-кад теже некој другој врсти (где, када- служе као везници), као и што друге врсте некад наступају као прилози (Стао је испред. - предлог као прилог). Прилози могу имати различите функције:
- много ради - права прилошка функција
- много новца - именичка функција
- скитање ноћу - придевска функција

У Вуковој „Писменици сербскога језика” из 1814. године се између осталог, указује на то да прилози могу показивати место, време, "качество", "количество", уподобљавање, питање и одрицање. Вук у Писменици, набрајајући прилоге, поред, ту, унутра и др. спомиње и на другом месту: поред, онда, скоро, лани и сваки дан. Ово је заметак идеје о функцији која је изван облика или значења, идеје која је у српско- хрватској граматици тек у XX веку нашла свој пуни израз.
Мало је позната у нашој науци књига Саве Сретеновића, српског филолога и историчара, издање из 1853. године, а дело се зове " Немијењајуће се ријечи и синтакса српског језика". Сретеновић каже да су прилози речи које служе да боље искажу смисао придева и глагола, а могу се разматрати и са гледишта постанка и значења. Прилози, према Сретеновићу, показују својство (како?), количину (колико?), време (докад? Кад?), почетак радње... И код њега се јављају забуне око неких речи које могу бити и прилози и предлози (близу, више). Код Сретеновића се јавља и идеја о реченичној функцији. Сретеновићев рад се може посматрати као мост према новијим граматичким делима.

## Новије српско-хрватске граматике и другачији погледи на проблеме
У овим граматикама су се поступно рашчлањавала питања која су раније била недовољно јасна. Традиционално су прилози непроменљиве речи, док сада у неким граматикама ( Приручна граматика хрватског језика 1979. Загреб) се сврставају међу променљиве. У Приручној граматици се речце сматрају посебном врстом прилога.
Савременом разрадом прилошке проблематике дошло се до сасвим нових погледа на ову нимало једноставну језичку материју. Увидело се да наша врста речи делује на синтаксичком плану далеко разноврсније него што је обично прилагање, одређивање или модификовање, те да она самим тим обогаћује синтаксичку теорију. Међу значајне новије студије сврставају се радови Милке Ивић. Нагласак се ставља на описне прилоге који служе као лексичко језгро предиката. У радовима II и IV се говори о прилозима као о "додатним коментарима" и о модификаторима реченичне поруке. Реч је о томе да прилози могу пружити својеврстан говорников коментар о информацији.

## Функције
Енглеска реч adverb потиче (преко француског) од латинског adverbium, од ad- ('to'), verbum ('реч', 'глагол') и номиналног суфикса - ium. Термин имплицира да је главна функција прилога да делују као модификатори глагола или глаголских фраза. Прилог употребљен на овај начин може да пружи информације о начину, месту, времену, учесталости, извесности или другим околностима активности означене глаголом или глаголском фразом.